# Jessie Weston
Jessie Laidlay Weston (28 dicembre 1850 – 29 settembre 1928) è stata una saggista britannica. Studiosa di folklore, ha lavorato principalmente sui testi medievali del ciclo arturiano.
Nella sua opera più celebre, From ritual to romance (1920), Weston rileva le analogie tra gli antichi riti misterici e naturali e il tema fondamentale della ricerca del Sacro Graal. La prima analogia da lei riscontrata è la compresenza di elementi maschili (la lancia) e femminili (la coppa), la loro fusione in vista del tema archetipico della fecondità. Weston fu profondamente influenzata dal saggio Il ramo d'oro dell'antropologo scozzese James G. Frazer (1915), che per primo ricollegò i miti antichi ai riti della vegetazione e della fertilità.
From ritual to romance influenzò profondamente il poeta T.S.Eliot per composizione di La terra desolata (The Waste Land), a cominciare dal titolo, che si riferisce al mito della terra resa sterile dall'impotenza e dalla malattia del Re Pescatore. Nella prefazione del poema, Eliot mostra riconoscenza sia verso Weston sia verso Frazer citandoli esplicitamente: «Non il solo titolo, ma anche lo schema e gran parte del simbolismo non voluto del poemetto furono suggeriti dal libro sulla leggenda del Graal di J.L. Weston, From Ritual to Romance. Per la verità, sono così tanto in debito, che il libro della Weston potrà chiarire le difficoltà del poemetto molto meglio delle mie note; perciò lo raccomando – oltre per l’enorme interesse del libro in sé – a chiunque pensi che il mio lavoro valga la fatica di tale chiarimento. Sono grato, in generale, anche ad un altro studio di antropologia che ha profondamente influenzato la nostra generazione, vale a dire The Golden Bough, [di J.G. Frazer] e in particolar modo ai due volumi Adonis, Attis e Osiris. Chiunque abbia una certa familiarità con queste opere, riconoscerà immediatamente nel testo certi riferimenti ai riti della vegetazione»